# Akmal Shaikh
Akmal Shaikh (* 5. April 1956 in Pakistan; † 29. Dezember 2009 in Ürümqi, Volksrepublik China) war ein aus Pakistan stammender britischer Staatsbürger, der in China nach einer Verurteilung wegen Drogenschmuggels hingerichtet wurde. Nach Angaben von Reprieve, einer Organisation zur Bekämpfung der Todesstrafe, war Shaikh der erste in China hingerichtete Bürger eines Staates der EU seit über 50 Jahren. Gegner der Hinrichtung erklärten, dass Shaikh unter einer psychischen Störung gelitten habe und durch Täuschung dazu gebracht worden sei, Drogen zu transportieren.

## Verhaftung und Prozess
Shaikh wurde am 12. September 2007 am Flughafen Ürümqi-Diwopu verhaftet, als bei einer Durchsuchung seines Gepäcks festgestellt wurde, dass er vier Kilogramm Heroin mit sich führte. Das chinesische Strafrecht sieht für den Transport von mehr als 50 g Heroin die Todesstrafe vor. Shaikh erklärte, die Drogen unwissend mit sich geführt zu haben. Er sei das Opfer von Kriminellen, die ihm vorgespiegelt hätten, ihm dabei helfen zu wollen, ein Popstar zu werden, und ihn damit dazu brachten, einen Koffer für sie zu transportieren.
Am 29. Oktober 2008 wurde Shaikh in einem halbstündigen Prozess vom Volkstribunal von Ürümqi zum Tode verurteilt. Ein Rekurs an den Obersten Volksgerichtshof der Volksrepublik China wurde am 21. Dezember 2009 abgewiesen. Bis Oktober 2009 waren zwei Rekurse abgewiesen worden. Verwandte von Shaikh erklärten, dass er während der ganzen Zeit nichts davon gewusst habe, dass ihm die Hinrichtung bevorstand und erst 24 Stunden vor der Exekution darüber informiert worden sei.
Der Oberste Volksgerichtshof der Volksrepublik China hat sein Verbrechen als äußerst schwer beschrieben. Keines der gelieferten Dokumente konnte eine Geistesstörung für Shaikh oder irgendeines der Mitglieder seiner Familie beweisen.
Shaikh wurde am 29. Dezember 2009 in Ürümqi mit einer Giftspritze hingerichtet.

## Reaktionen
Der damalige britische Premierminister Gordon Brown äußerte in einer scharfen Kritik der Hinrichtung, dass es ihn besonders betroffen mache, dass der Geisteszustand des Verurteilten nicht eingeschätzt worden sei. China hatte einen Appell Browns, Gnade walten zu lassen, zurückgewiesen. Nach einer vorläufigen psychologischen Einschätzung im Auftrag der Gefangenenhilfsorganisation Reprieve war Shaikh „höchstwahrscheinlich von einer Art Psychose mit Wahnvorstellungen beeinflusst“.
Die EU erklärte: „Die Europäische Union verurteilt die Hinrichtung von Akmal Shaikh aufs Schärfste. Sie bedauert zutiefst die Tatsache, dass China die wiederholten Aufrufe der Europäischen Union und eines ihrer Mitgliedstaaten für eine Umwandlung der Todesstrafe, die gegen Herrn Shaikh verhängt wurde, nicht beachtet hat.“
Der damalige UN-Sonderberichterstatter zu extralegalen, summarischen und willkürlichen Hinrichtungen Philip Alston sagte: „Nach unseren Informationen basierte der Erstschuldspruch auf einer dreißigminütigen Verhandlung, was nicht auf ein rechtsstaatliches Verfahren, eine effektive Verteidigung oder Beweisvorlage hindeutet. Man hat uns auch mitgeteilt, dass in der Berufung Ersuchen darum, medizinische Nachweise zu präsentieren, Ersuchen an das Gericht, es möge einen Experten berufen, um Herrn Shaikh zu beurteilen, alle zurückgewiesen wurden. Es ist daher nicht sehr ermutigend, dass die chinesischen Gerichte bezüglich eines zumindest anfänglich stark wirkenden Arguments so herablassend waren.“
Jiang Yu, die Sprecherin des chinesischen Außenministeriums, hat die britischen Vorwürfe als grundlos beschrieben und Chinas entschlossene Opposition ausgedrückt. Sie hat Großbritannien darum gebeten, die bilateralen Beziehungen nicht zu gefährden. Wang Mingliang, Professor in Strafrecht an der Fudan-Universität, betrachtet das Urteil als gerechtfertigt gemäß dem chinesischen Strafrecht und äußerte, dass es in keinem Zusammenhang mit Menschenrechtsfragen stehe. Ein Land, so Wang, solle die Unabhängigkeit des Justizsystems in anderen Ländern berücksichtigen und sich nicht in deren innere Angelegenheiten einmischen. Wang äußerte weiterhin, dass ein Krimineller nicht von der Todesstrafe verschont werden könne, nur weil er Brite sei, und dass der Fall Shaikh von der Gerechtigkeit der chinesischen Justiz zeuge, was vollen Respekt von anderen Ländern verdiene. Die chinesische Botschaft in London äußerte in einer Erklärung: „Die rechtlichen Strukturen Chinas und des Vereinigten Königreichs mögen sich unterscheiden, doch sollte dies nicht der Verbesserung unserer bilateralen Beziehungen auf der Basis gegenseitigen Respekts im Wege stehen.“ Darüber hinaus nannte die Botschaft „bittere Erinnerungen an die Geschichte“ (in Bezug auf die Opiumkriege des 19. Jahrhunderts) als einen Grund für die „starke Ablehnung“ der chinesischen Öffentlichkeit gegenüber Drogenschmugglern.